# $O$
$O$ je debi album južnoafričke rep-rejv grupe Die Antwoord. Album je u početku distribuiran samo preko interneta i bio slobodan za preuzimanje na sajtu grupe pre nego što je bend sklopio ugovor sa izdavačkom kućom Interscope Records. Video spot za pesmu Wat Pomp? izašao je 6. juna 2009. godine, praćem spotom za pesmu Enter the Ninja, koji je zvanično izašao 9. avgusta iste godine. Pesme Fish Paste i Beat Boy su takođe izašle kao promo singlovi. Pesma Enter the Ninja zauzela je 37. mesto na UK Top listi 19. septembra te godine.
Nakon potpisivanja ugovora sa izdavačkom kućom Interscope Records u Sjedinjenim Državama, bilo je objavljeno da će album biti ponovo izdat, ovoga puta u fizičkom formatu i sa drugačijim spiskom pesama. Diplo je producirao jednu od pesama prilikom ponovnog izdavanja - Evil Boy, za koju je izdat i promotivni video spot 6. oktobra 2010. godine. Na ponovnom digitalnom US iTunes izdanju našle su se pesme $O$, Wat Pomp? i alternativna verzija pesme Evil Boy naslovljena Evil Boy (F**k You In The Face Mix) koje nisu bile izdate u Sjedinjenim Državama na fizičkom izdanju.